# Kozmix
A Kozmix Magyarország első olyan együttese, amely a kilencvenes évek elején-közepén meglehetősen nagy népszerűségnek örvendő happy hardcore és rave stílusokat játszotta. Korábban emiatt a magyar Scooternek hívták őket, de későbbi számaikkal el tudtak rugaszkodni ettől a sztereotípiától, és könnyedebb, frissebb dalokat is írnak.
1995-ben alakultak, eredetileg hárman voltak. Hozso az 5let, Lala pedig a New Times zenekarban zenélt. Vitaminnal közösen megalapították az együttest, amelyből később Vitamin a Happy Gangbe távozott.
Az igazi áttörést a Gyöngyhajú lány feldolgozása jelentette. Ahogy telt az idő, úgy lett a Kozmix is egyre "dallamosabb", természetesen megőrizve az alapkoncepciót. A Kozmix a házban című nagylemezük bemutató koncertjén (1998. december 4. Petőfi Csarnok), már "élő" zenekarral, léptek fel (szintetizátoros, dobos, kongadobos, gitáros és két háttér-énekesnővel), azóta ha tehetik, minden fellépésükön törekednek az élő zenélésre.
1999-ben jelent meg válogatáslemezük a Hitmix - Best Of Kozmix, amelyen hallható egy új dal, a Kis Világ az év egyik nagy slágerévé vált.
2000 október végén került a boltokba az Angyal című kislemez, majd november közepén a hasonló címet viselő nagylemez. A második maxi egy korábbi daluk, a Gyöngyhajú lány újrahangszerelt és átírt változata volt.
2001 szeptemberében jelent meg egy újabb maxijuk és klipjük, a Kis világ. Ugyanekkor készítettek egy angol nyelvű kislemezt is a külföldi karrier reményében, valamint jártak a Riói Rockfesztiválon is.
2002 november végén jelent meg a Szárnyak nélkül című lemez. A 72 perces zenei anyagon 16 szám kapott helyet, közte egy R-GO feldolgozás, a Létezem, amelyet Szikora Róberttel közösen adnak elő.
2005-ben megjelent a Holnapután című lemezük, amely újra népszerűvé tette a csapatot ezen a lemezen szerepelt a Honfoglalás című dal feldolgozása, a Ritmus Szól és a rádiók és discok kedvence a Holnapután, azóta főleg inkább kislemezeket adtak ki. 2008-ban ingyenesen letölthetővé tették egy régebbi számuk remake-jét, a Mától fogva holnapután című számot. Ekkoriban Lala és DJ Wayko is közösen kezdtek el dolgozni, Lala pedig mint önálló lemezlovas is fellépett Kozmix Deejay néven. A Kozmix a házban-t 2008-ban újrahangszerelve ki is adta. 2010-ben kisebb jogi problémát okozott, hogy egy olasz lemezlovas ellopta a nevet és a logót, és Deejay KozMix néven regisztrálta magát a Facebookon.
Ezután közel öt évvel jelentkeztek új számmal: a "Dédapám" az ismert Skorpió-szám feldolgozása, amely ismét nagy siker lett. Ezt követte 2014-ben a "Beindul a zene", majd rá egy évvel 2015-ben megjelent közel tíz év várakozás után az Eklektika címre hallgató nagylemez is.

## Diszkográfia

### Nagylemezek
- 100% (1995)
- 200% (1996)
- Lázadás! (1997)
- Kozmix a házban (1998)
- Hitmix - Best Of Kozmix (1998)
- Angyal (2000)
- Szárnyak nélkül (2002)
- Holnapután (2005)
- Eklektika (2015)

### Kislemezek
- Készüljetek fel! (1995)
- Mától fogva (1995)
- Hazafelé (1996)
- Jó a kedvem (1996)
- Találkozunk még (1997)
- Lázadás! (1997)
- Minden most kezdődik el (1998)
- Úgy várom a reggelt (1998)
- Valami bizarr dolog (1998)
- 2000 után (1999)
- Százezer éve (1999)
- Kis világ (2000)
- Angyal (2001)
- Gyöngyhajú lány (2002)
- Bízd magad ránk (2002)
- Létezem (2003)
- Honfoglalás (2005)
- Holnapután (2006)
- Várok rád (2006)
- Mától fogva holnapután (2008)
- Gyönyörű szép (2013)
- Dédapám (2013)
- Beindul a zene (2014)

## Díjak
- Arany Zsiráf-díj (Az Év Felfedezettje) (1996)
- Popcorn-díj (Az év magyar zenekara) (1996, 1997)
- Ifjúsági Magazin (A legjobb duó) (1999)